# Agrias manaoensis
Agrias manaoensis är en fjärilsart som beskrevs av Peter William Michael 1929. Agrias manaoensis ingår i släktet Agrias och familjen praktfjärilar. Inga underarter finns listade i Catalogue of Life.